# 申恬
申 恬（しん てん、388年 - 456年）は、南朝宋の官僚・軍人。字は公休。本貫は魏郡魏県。

## 経歴
申宣（申鍾の孫）の子として生まれた。はじめ劉道憐の下で驃騎行参軍をつとめた。永初元年（420年）、劉裕が帝位につくと、申恬は東宮殿中将軍となった。宮中に宿直すること10年に及んだが、休息を求めることがなかった。元嘉年間、員外散騎侍郎の位を受け、綏遠将軍・下邳郡太守として出向した。次いで北海郡太守に転じ、寧遠将軍の号を加えられた。さらに北譙梁二郡太守をつとめた。
元嘉12年（435年）、都督魯東平済北三郡諸軍事・泰山郡太守に任じられた。臨川王劉義慶が江陵に駐屯すると、申恬はその下で平西中兵参軍・河東郡太守となった。元嘉16年（439年）、衡陽王劉義季が劉義慶に代わって安西将軍・荊州刺史となると、申恬は安西府に入り、寧朔将軍の号を加えられた。後に建康に召還されて太子屯騎校尉となったが、母が死去したため辞職して喪に服した。
元嘉21年（444年）、冀州が歴城に移鎮されると、申恬は都督冀州青州之済南楽安太原三郡諸軍事・揚烈将軍・冀州刺史に任じられた。元嘉22年（445年）、済南郡太守の任を加えられた。元嘉23年（446年）、北魏の永昌王拓跋仁や高涼王拓跋那らの侵攻を受け、申恬は出撃して魏軍に敗れると、建康に召還された。
元嘉27年（450年）、通直散騎常侍として再び起用された。北魏の武昌王拓跋提が青州に侵攻してくると、申恬は援軍として東陽に派遣され、斉郡太守の龐秀之とともに東陽城を守った。魏軍が撤退すると、申恬は寧朔将軍・山陽郡太守に任じられた。元嘉30年（453年）6月、青州刺史に転じた。まもなく都督徐州之東莞東安二郡諸軍事の任を加えられた。孝建元年（454年）、さらに都督冀州諸軍事の任を加えられ、輔国将軍の号を受けた。
孝建2年（455年）8月、都督豫州諸軍事・寧朔将軍・豫州刺史に転じた。
孝建3年（456年）、病のため建康に召還され、道中で死去した。享年は69。
子の申寔は、南譙郡太守となったが、早逝した。

## 伝記資料
- 『宋書』巻65 列伝第25
- 『南史』巻70 列伝第60